# Технический кандидат
Технический кандидат — кандидат в депутаты, губернаторы, президенты, органы местной или федеральной власти, для которого успех на выборах не является целью. В отличие от кандидата-спойлера, который ведёт себя активно, стараясь оттянуть как можно больше голосов избирателей от оппонента на себя, типичный технический кандидат вообще не ведёт избирательной кампании и может терять сторонников в ходе предвыборной гонки.

## Задачи
Технический кандидат может применяться политтехнологами, чтобы:
- критиковать другого кандидата[3], добиваться снятия с выборов того кандидата, который выступает сильным конкурентом «нужному» участнику выборов[4].
- «оттянуть» голоса от другого кандидата (например, использованием трёх-четырёх однофамильцев с целью запутать избирателя[3]). Рекордом считается один из мажоритарных округов в Индии (2014): там было семеро Чанду Лал Саху и четверо Чанду Рам Саху. Настоящий Чанду победил с разницей менее 0,1 %, фальшивые Чанду заняли места с третьего по пятое и отняли в сумме более 4 %[5][6][7][8];
- обойти ограничения на финансирование избирательных кампаний;
- вытеснить конкурентов на «открытых» предварительных выборах, и с дальнейшим сворачиванием активной выборной кампании, обеспечить гарантированную победу «нужному» участнику выборов[9];
- обеспечить формальную конкуренцию на выборах с очевидным победителем, при этом конкурентами выступают заведомо малопопулярные представители известных и авторитетных политических партий[10], а победитель гарантированно получает высокий результат.
- гарантировать признание выборов с очевидным победителем состоявшимися, если есть риск того, что оппозиция готовится сорвать выборы путем тотального снятия кандидатур[11][12].
- провести в избирательные комиссии своих представителей, которые на самом деле будут работать на другого кандидата (такое часто практикуется на Украине)[13]. Схожие причины приводили к появлению технических кандидатов на одних из предварительных выборах в США[1];
- объединить под своим знаменем самую разную неопределившуюся публику, а когда кандидат проиграет первый тур — подвести её к позиции «нужного» кандидата. В такой схеме агитационные расходы на технического кандидата многократно больше, чем на основного. В украинских выборах-2010 таким кандидатом считают Сергея Тигипко, который якобы работал на Януковича и занял третье место с 13 %[14] (по другим данным, он был спойлером от Тимошенко[15]).

## Вред от технических кандидатов
По мнению Е. А. Акунченко, технические кандидаты используют в личных целях статус и гарантии, предоставляемые им обществом и государством и тем самым наносят ущерб жизненно важным для демократии избирательным правоотношениям. В существовании технических кандидатов есть и коррупционный аспект: в российской избирательной системе государство выделяет им финансирование на агитацию наравне с другими кандидатами.